# 90-й пограничный отряд НКВД (1-го формирования)
90-й Владимир-Волынский пограничный отряд войск НКВД — соединение пограничных войск Управления пограничных войск НКВД Украинской Советской Социалистической Республики Народного комиссариата внутренних дел СССР, принимавшее участие в Великой Отечественной войне.

## История
Забота об охране Государственной границы СССР нашла своё выражение в Постановлении Комитета Обороны при СНК СССР от 20.09. 1939 года № 355 сс «Об увеличении численности пограничных и оперативных войск НКВД СССР», приказе Народного комиссара внутренних дел СССР от 20.09.1939 года № 001121 и директивы Главного управления пограничных войск НКВД СССР от 21.09.1939 года.
6 октября 1939 года закончилось формирование 90-го пограничного отряда в г.Житковичи Белорусской ССР на базе 18-го пограничного отряда НКВД.
8 октября 1939 года отряд прибыл в город Владимир-Волынский Волынской области Украинской ССР. — Отряд отвечал за район от с. Забужье к месту пересечения рек Западный Буг и Солокия.
12 октября пограничники вышли на охрану государственной границы СССР.
Постановлением Политбюро ЦК ВКП (б) от 14 августа 1940 года было расформировано Управление пограничных войск НКВД Украинской ССР в г. Киеве, Управление пограничных войск НКВД Западного округа в г. Львове было переименовано в Управление пограничных войск НКВД Украинской ССР.,
Весной 1941 года 90-й пограничный отряд НКВД Украинского округа охранял Государственную границу СССР в полосе Киевского Особого военного округа. Начальник отряда майор М. С. Бычковский. Штатная численность личного состава 90-го отряда весной-летом 1941 г. 1 632 человека. Отряд состоял из 4-5 комендатур, имевших 5-6 застав, в которых насчитывалось 30-40 военнослужащих. Пограничные заставы и гарнизоны имели на вооружении стрелковое оружие, гранаты и небольшой запас боеприпасов.,
В приграничных районах и непосредственно на границе железнодорожные сооружения (например, мосты на границе) и другие важные объекты охраняли гарнизоны 10-й дивизии войск НКВД под командованием полковника И. С. Могилянцева.
Начальником погранвойск Украинского округа был генерал-майор В. А. Хоменко заместителем по политчасти — бригадный комиссар Я. Е. Масловский.

## Герои Советского Союза
- Лопатин, Алексей Васильевич, лейтенант, начальник 13-й пограничной заставы.
- Петров, Василий Васильевич, заместитель политрука 7-й пограничной заставы.